# Denai Kuala
Denai Kuala is een bestuurslaag in het regentschap Deli Serdang van de provincie Noord-Sumatra, Indonesië. Denai Kuala telt 2296 inwoners (volkstelling 2010).